# Funitel de Hakone
Pour les articles homonymes, voir Hakone (homonymie).
Le funitel de Hakone (箱根ロープウェイ, Hakone Rōpuwei) est un funitel à Hakone dans la préfecture de Kanagawa au Japon. Géré par le Hakone Ropeway Co., Ltd. du groupe Odakyū, il relie Sōunzan à Tōgendai. Le long de son trajet, d'une durée de 30 minutes, il offre une des vues les plus appréciées sur le mont Fuji de la région de Hakone. Sa longueur de 4 035 mètres en fait le plus long du Japon, et le second au monde. Les cabines, de fabrication Suisse, peuvent accueillir 18 passagers. La hauteur au sol maximal est de 130 mètres, entre Ōwakudani et Sōunzan.

## Trajet
Le trajet dure une trentaine de minutes, avec 8 minutes de trajet entre chaque station.
- Sōunzan (connexion avec le funiculaire Hakone Tozan)
- Ōwakudani : vallée volcanique, haut lieu touristique de la région.
- Ubako
- Tōgendai (connexion avec les croisières Hakone-Kankosen sur le lac Ashi) [1]

## Galerie

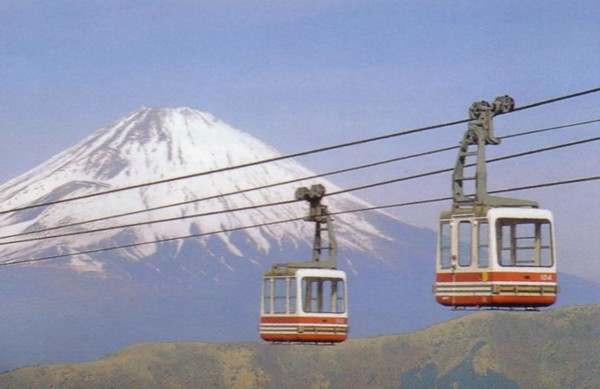
Le funitel de Hakone avant sa rénovation, avec en fond le Mont Fuji
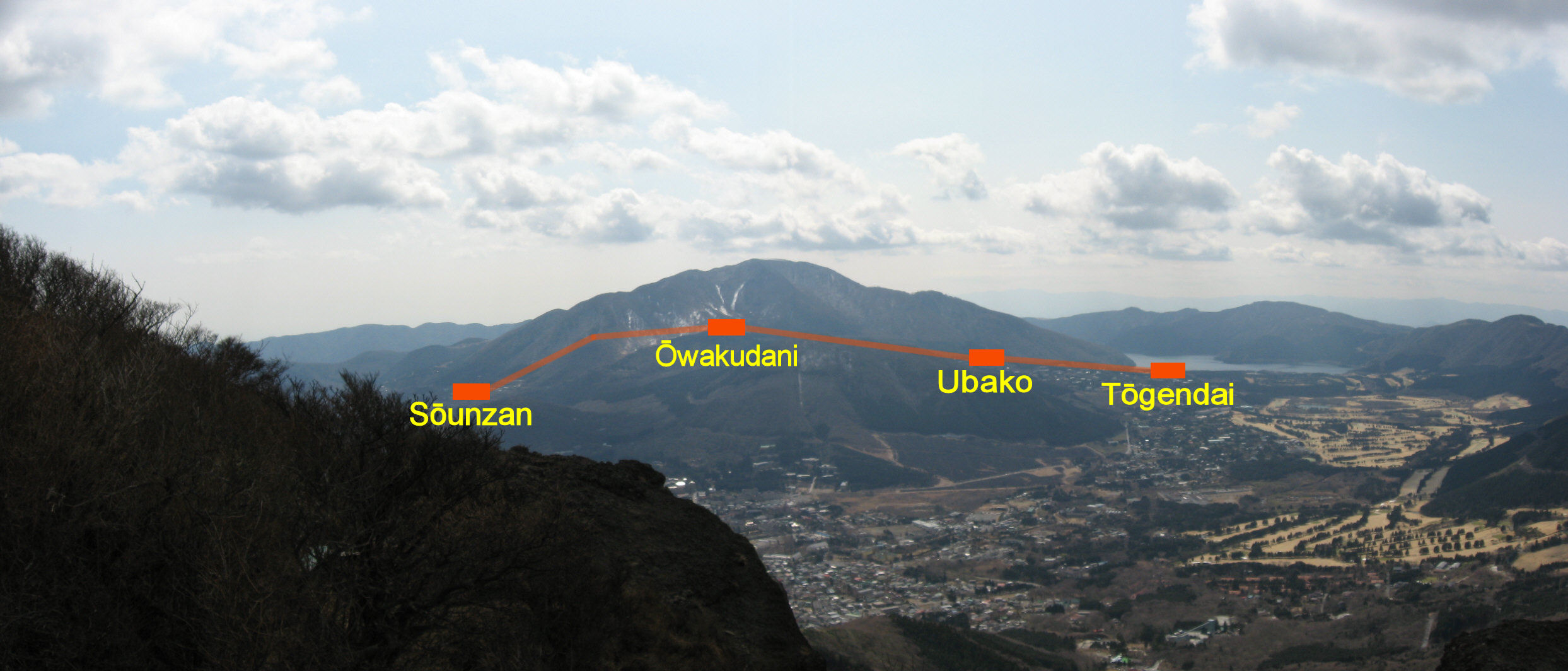
Vue d'ensemble du trajet de funitel de Hakone
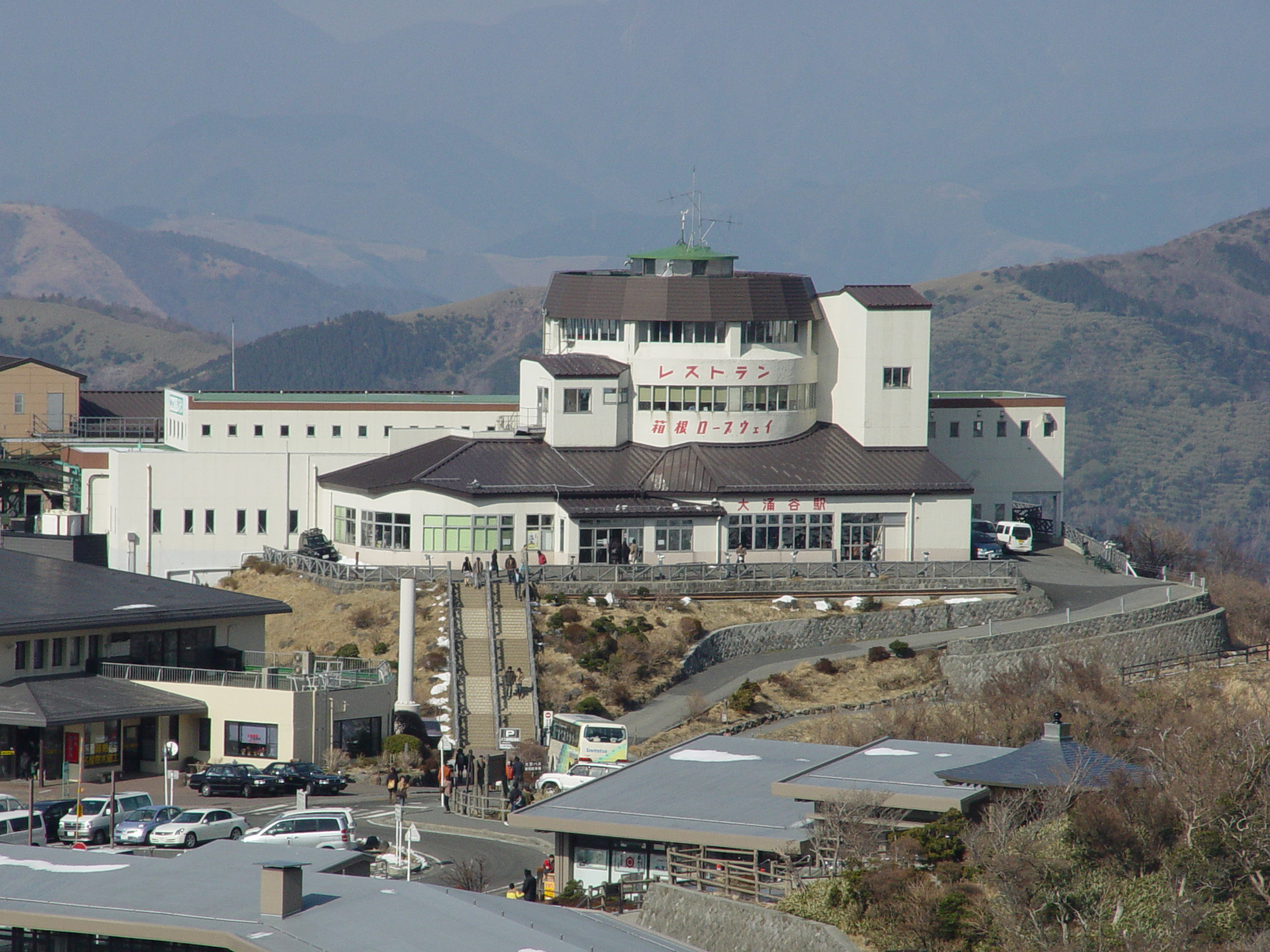
Gare d'Ōwakudani